# Mycodrosophila fracticosta
Mycodrosophila fracticosta är en tvåvingeart som först beskrevs av Lamb 1914.  Mycodrosophila fracticosta ingår i släktet Mycodrosophila och familjen daggflugor.
Artens utbredningsområde är Seychellerna. Inga underarter finns listade i Catalogue of Life.